# پدرو ده لا وگا
پدرو ده لا وگا (اسپانیایی: Pedro de la Vega‎؛ زادهٔ ۷ فوریهٔ ۲۰۰۱) بازیکن فوتبال اهل آرژانتین است.
از باشگاه‌هایی که در آن بازی کرده‌است می‌توان به باشگاه فوتبال سائو پائولو اشاره کرد.
وی همچنین در تیم ملی فوتبال زیر ۲۰ سال آرژانتین بازی کرده‌است.